# Riccardo Muti
Riccardo Muti (født 28. juli 1941 i Napoli i Italien) er en italiensk dirigent.
Fra 1971 har han dirigeret den årlige Salzburg-festivalen.
Muti har optrådt regelmæssigt på Wiener Staatsoper siden 1973: Hans debut var Aida af Giuseppe Verdi.
Muti debuterede på La Scala i 1980.
1993, 1997, 2000, 2004, 2018, 2021 samt 2025 dirigerede han Wienerfilharmonikerne ved den traditionelle nytårskoncert i Wien.